# دائرة لخزارة
دائرة لخزارة هي إحدى دوائر ولاية قالمة الجزائرية.